# Hongqi
Hongqi (кит. 紅旗, пиньинь Hóngqí, палл. Хунци, в России официально Хончи
, в переводе — «Красное знамя») — марка автомобилей класса люкс автопроизводителя FAW Group. Бренд Hongqi создан в 1958 году (FAW основана в 1953 году).

## История

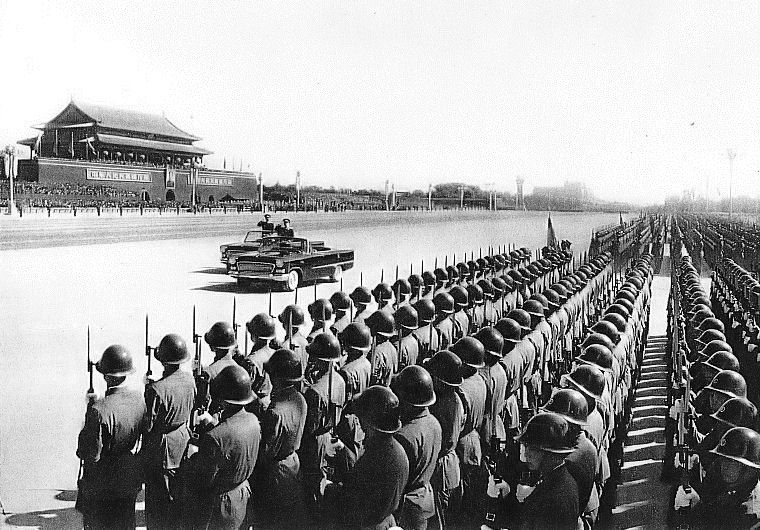
Hongqi CA72 на параде, 1959 год

Hongqi L5, на параде, 2017 год

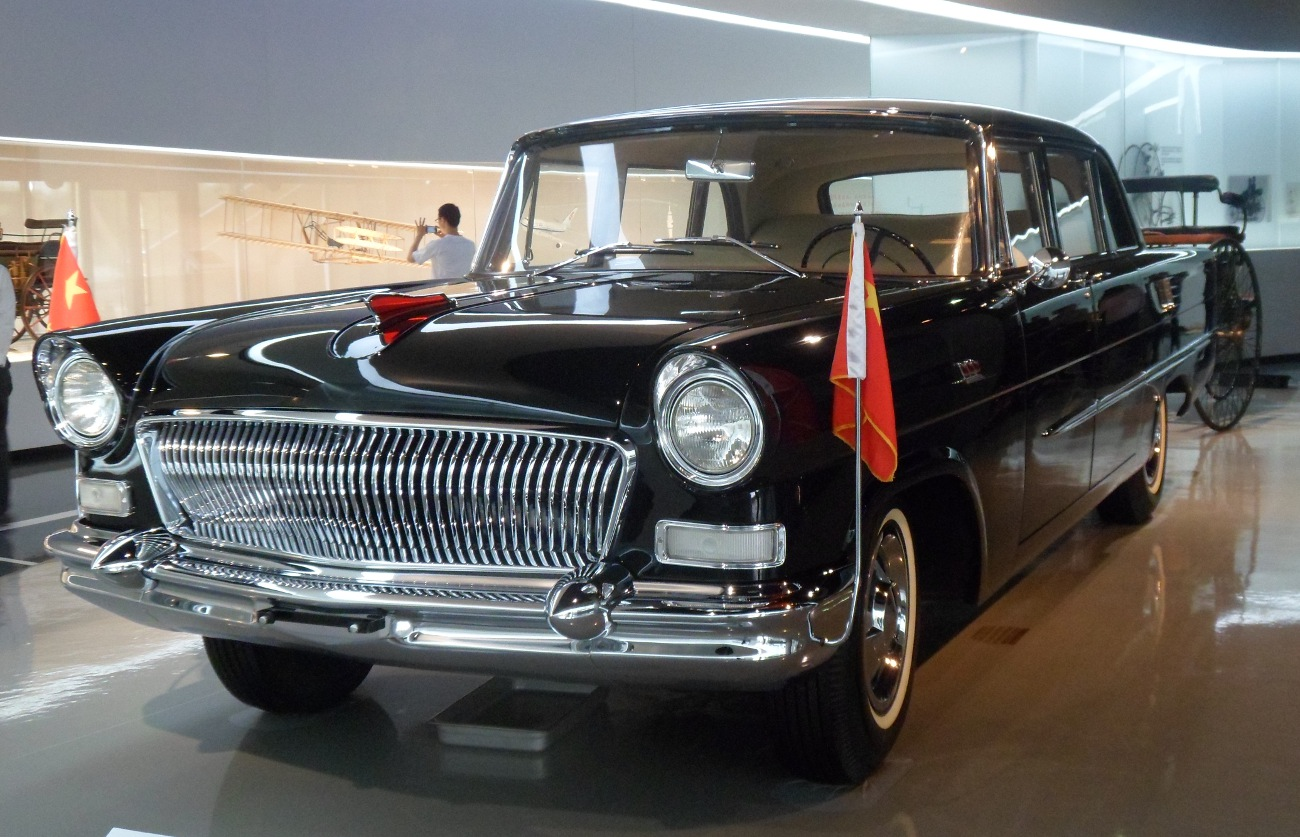
Hongqi CA72, первая модель марки 1959 года на базе ГАЗ-13 «Чайка»

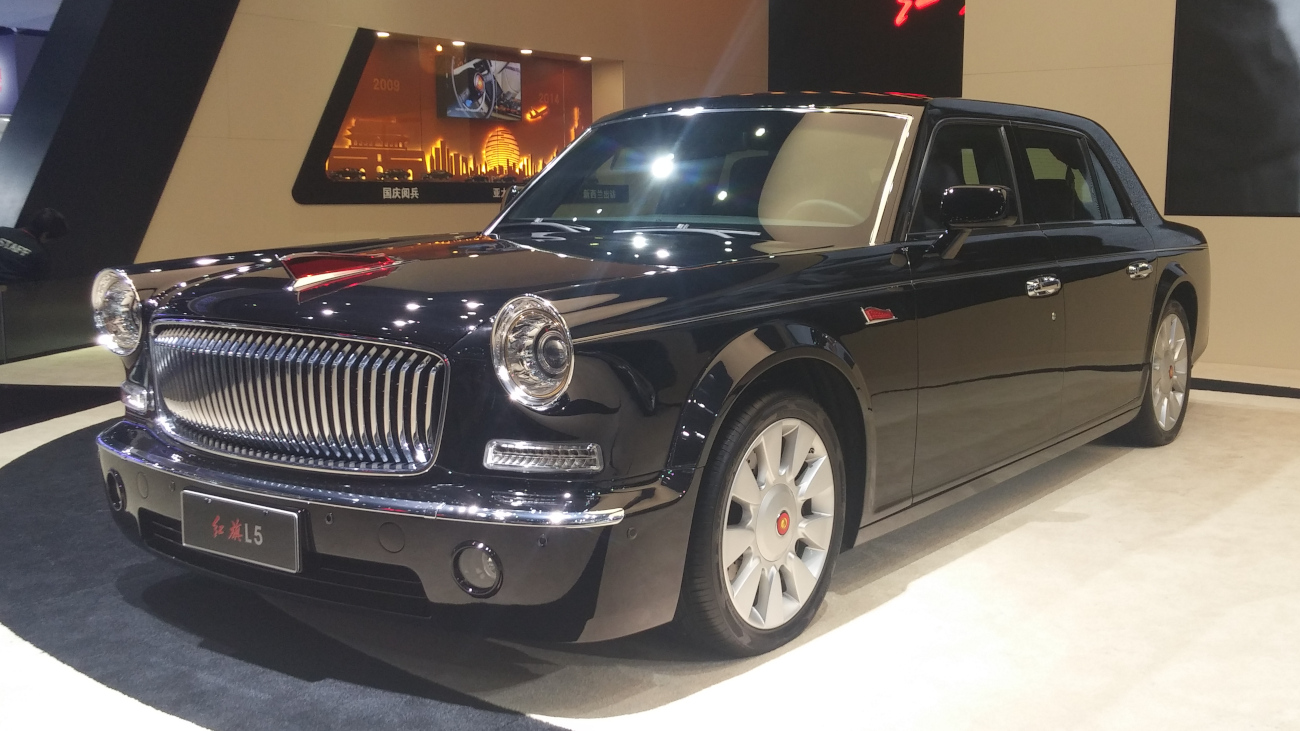
Hongqi L5 актуальная модель марки, выпускаемая с 2014 года

Первой моделью Hongqi стал Hongqi CA72 выпускавшийся с 1959—1967 годы, затем его сменил Hongqi CA770, выпускавшийся с 1966 года и до 1990-х годов.

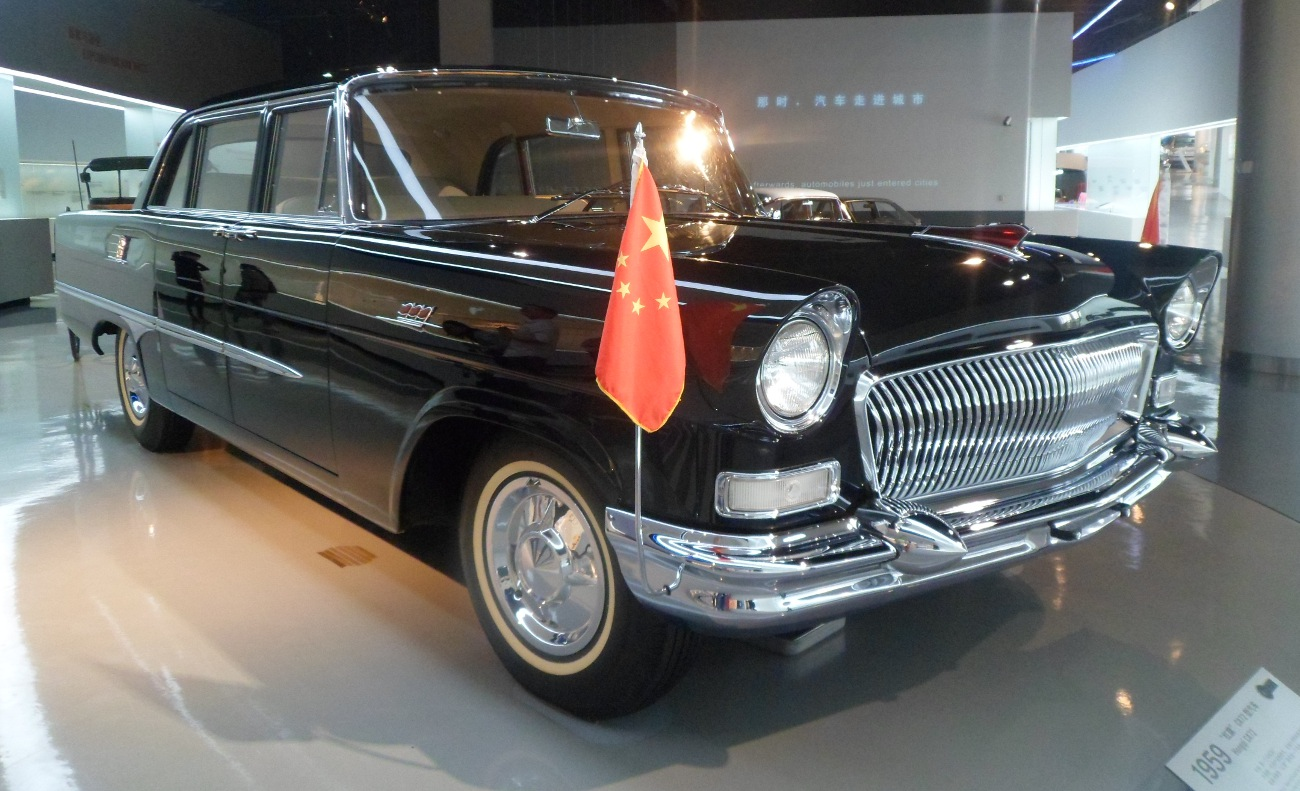
Hongqi CA72, 1959-1967
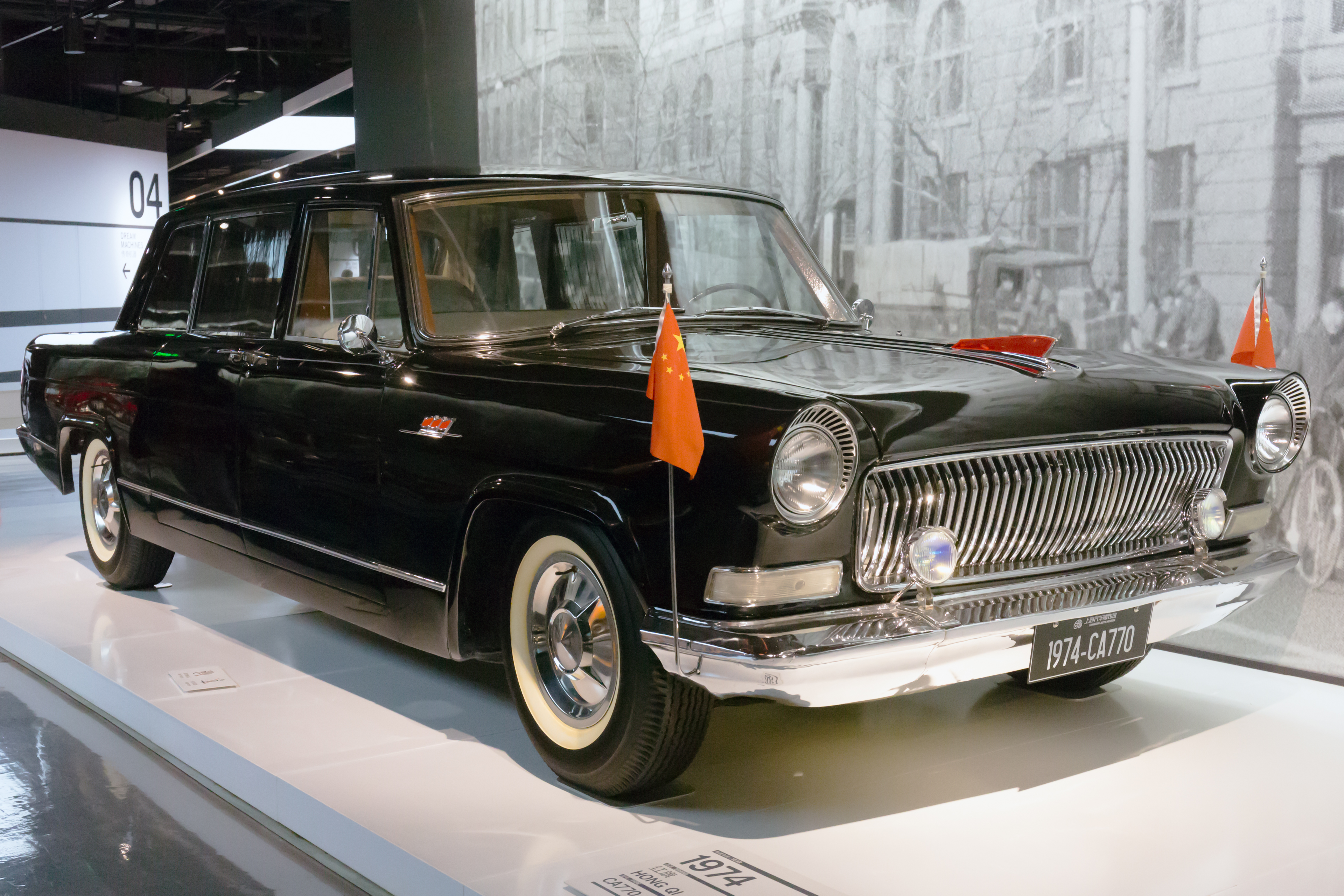
Hongqi CA770, 1966-1999

В 1980-х годах мелкосерийно производился 19-местный лёгкий автобус Hongqi CA630 для встречи делегаций или обслуживания номенклатурных отелей.

### 1990—2000
В период с 1986 по 2007 год модель Audi 100 собирались под маркой Hongqi (CA7180 и CA7200/CA7220) и в небольшом числе Lincoln Town Car как Hongqi CA7460.

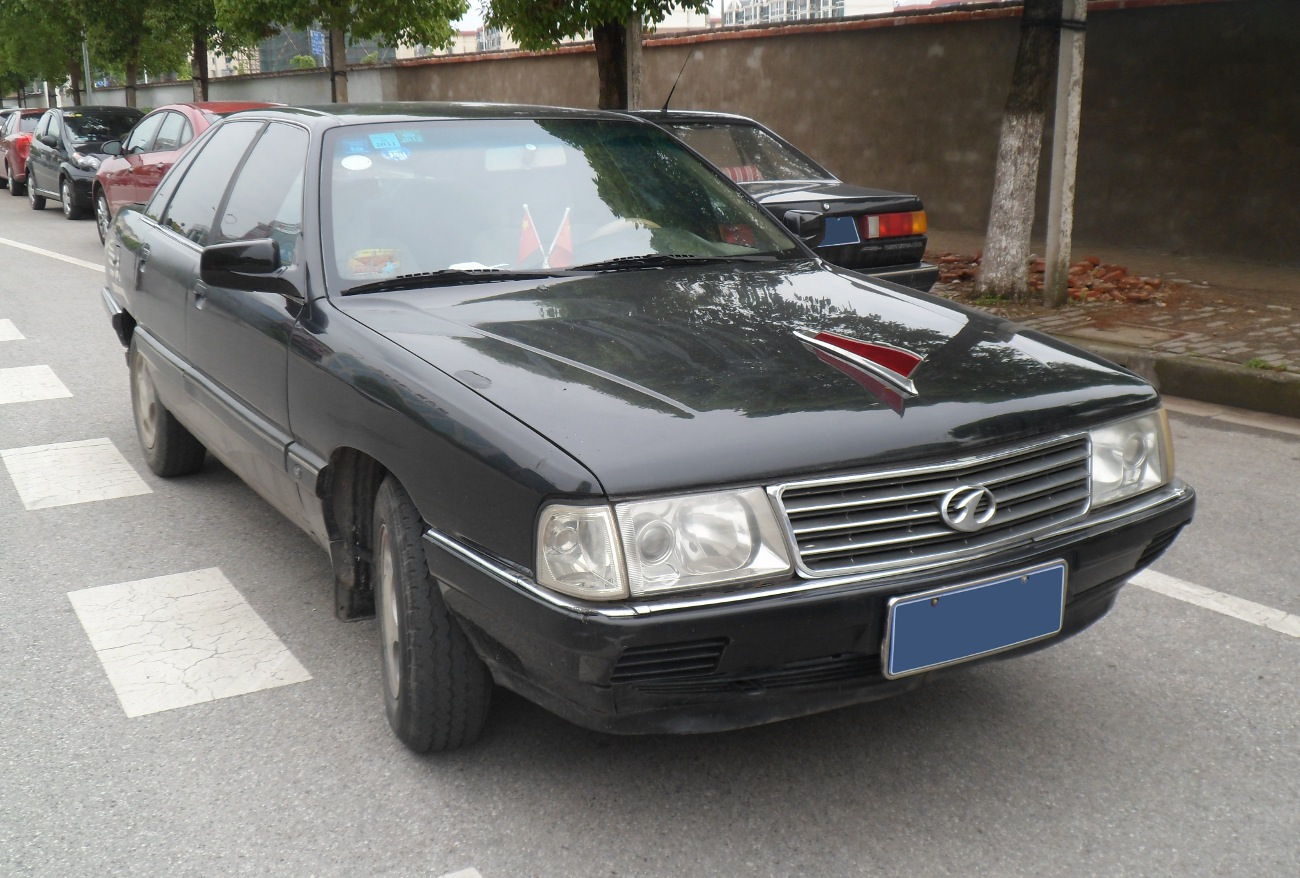
Hongqi CA7180
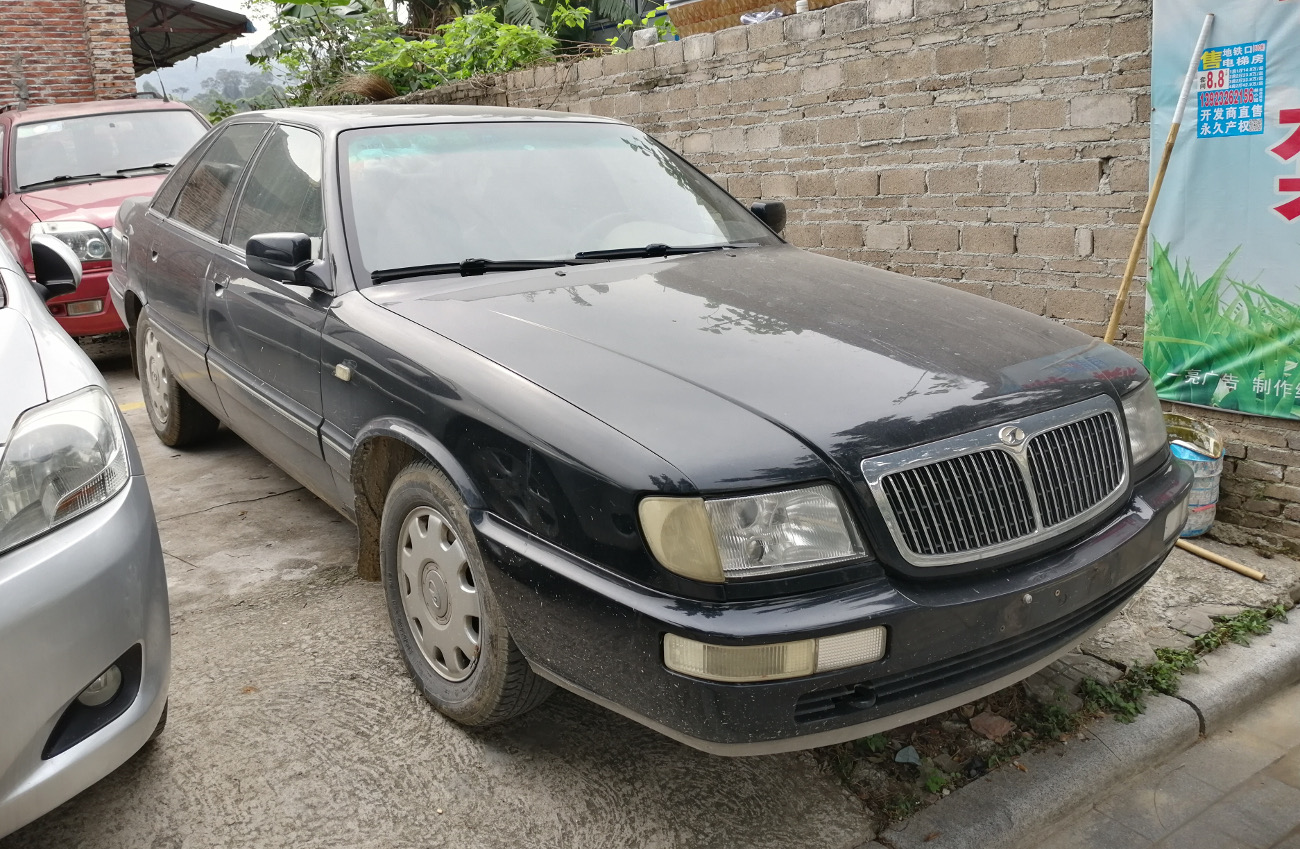
Hongqi CA7202
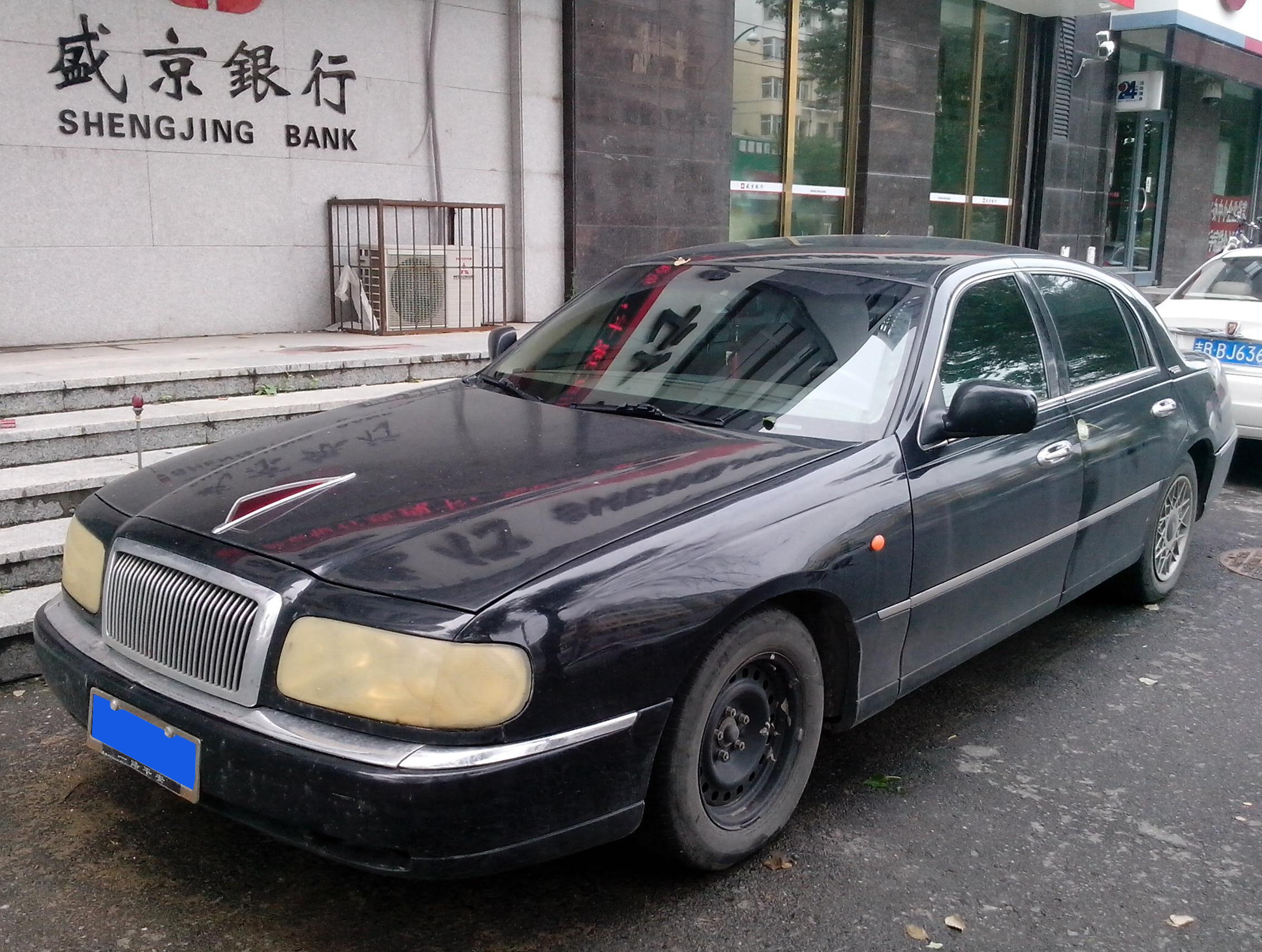
Hongqi CA7460

### 2010-е
Ещё в 2006 году на смену старым моделям на базе Audi 100 пришла модель Hongqi HQ3 или Hongqi Shengshi («Дни процветания») на базе Toyota Crown Majesta.
В 2012 году было заявлено о возрождении выпуска под маркой производства оригинальных моделей — на Пекинском автосалоне 2012 года были показаны сразу две модели — флагманский седан Hongqi L5 и уже готовый к производству предсерийный прототип Hongqi H7, а также представлен пятилетний план развития.
С 2012 года модель HQ3 была сменена созданной на базе Toyota Crown моделью Hongqi H7; этот автомобиль обозначался как «официальный автомобиль для чиновников уровня министра», после небольшого рестайлинга 2016 года этот автомобиль продолжает выпускаться, являясь основным автомобилем госструктур.
В 2014 году начат выпуск представительского седана Hongqi L5 предназначенного только для высших лиц государства.

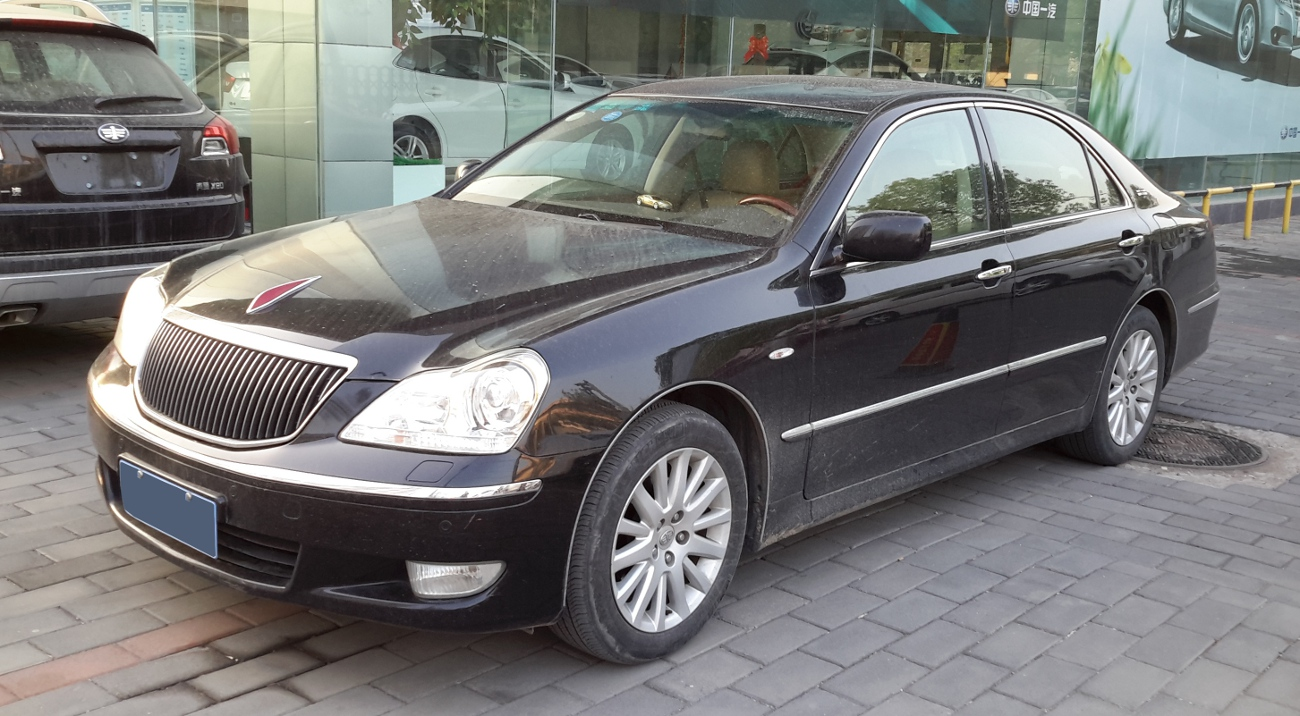
Hongqi HQ3, 2003-2010
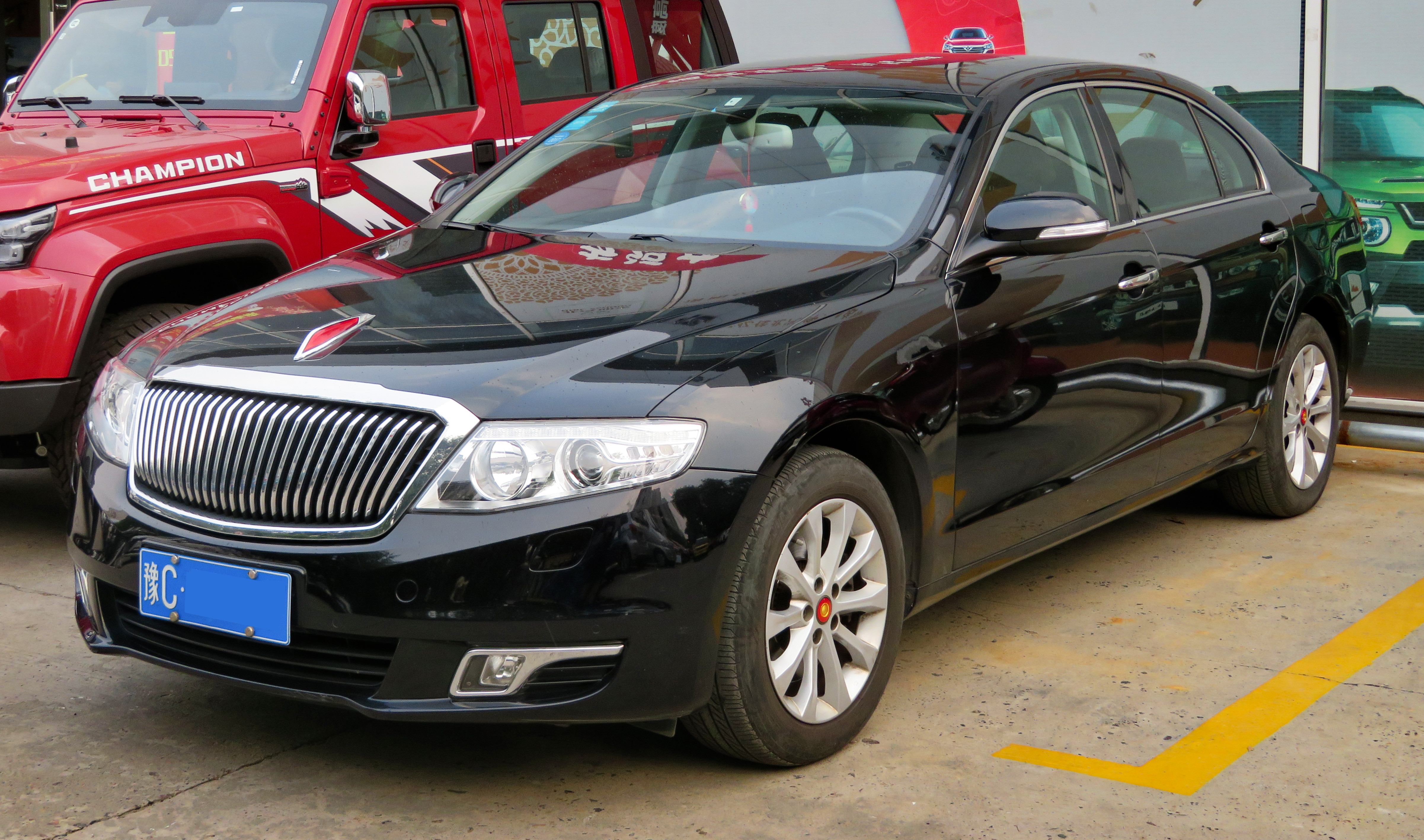
Hongqi H7, 2011-2016
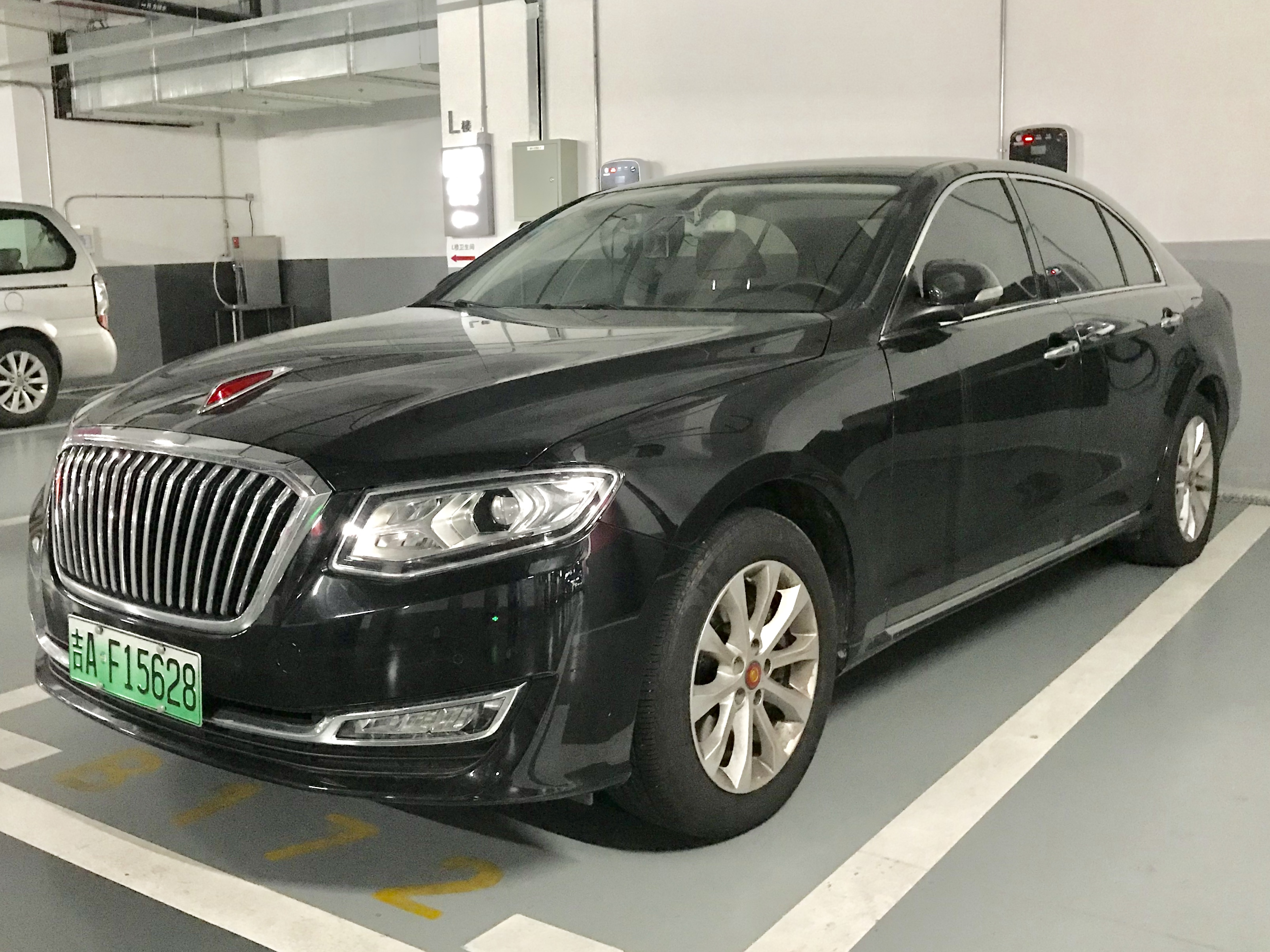
Hongqi H7, с 2016
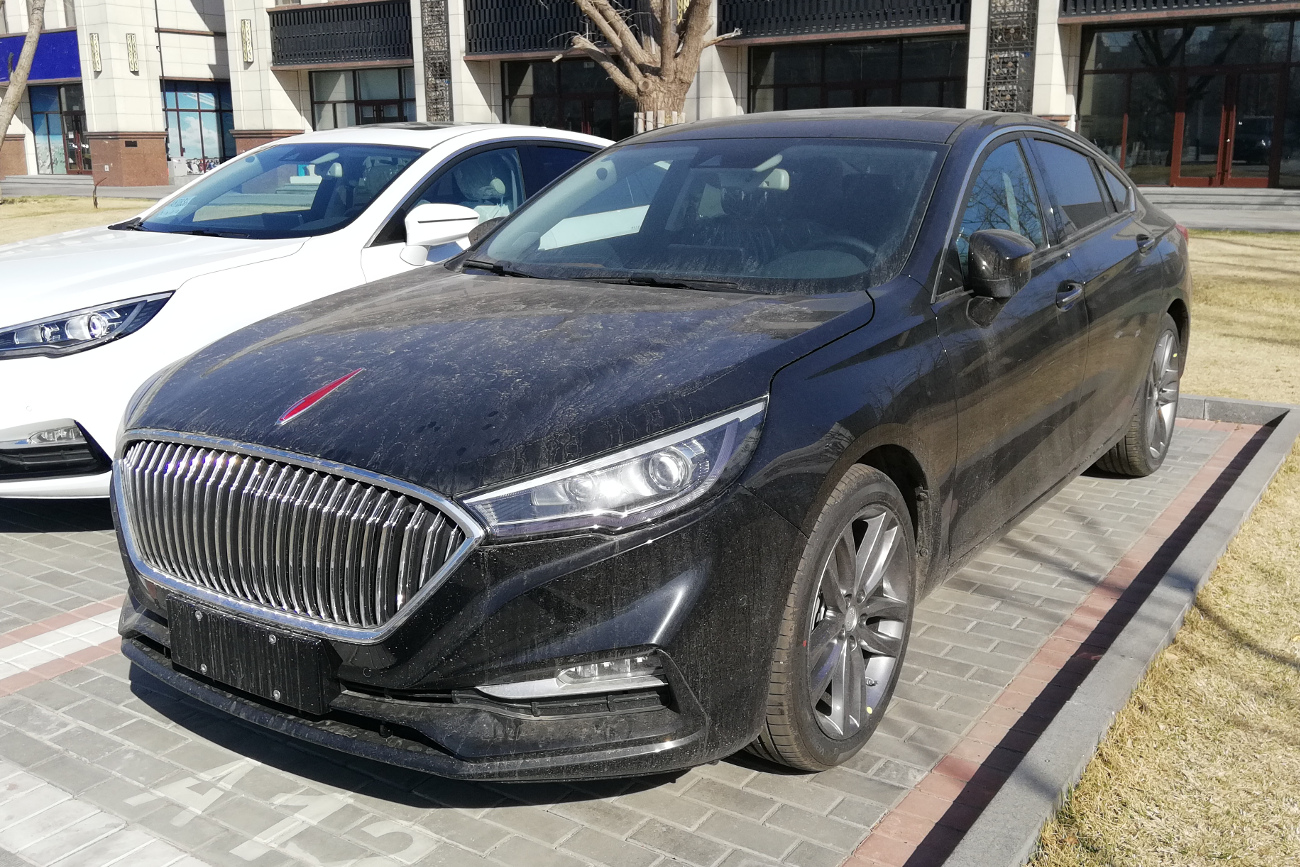
Hongqi H5, с 2017
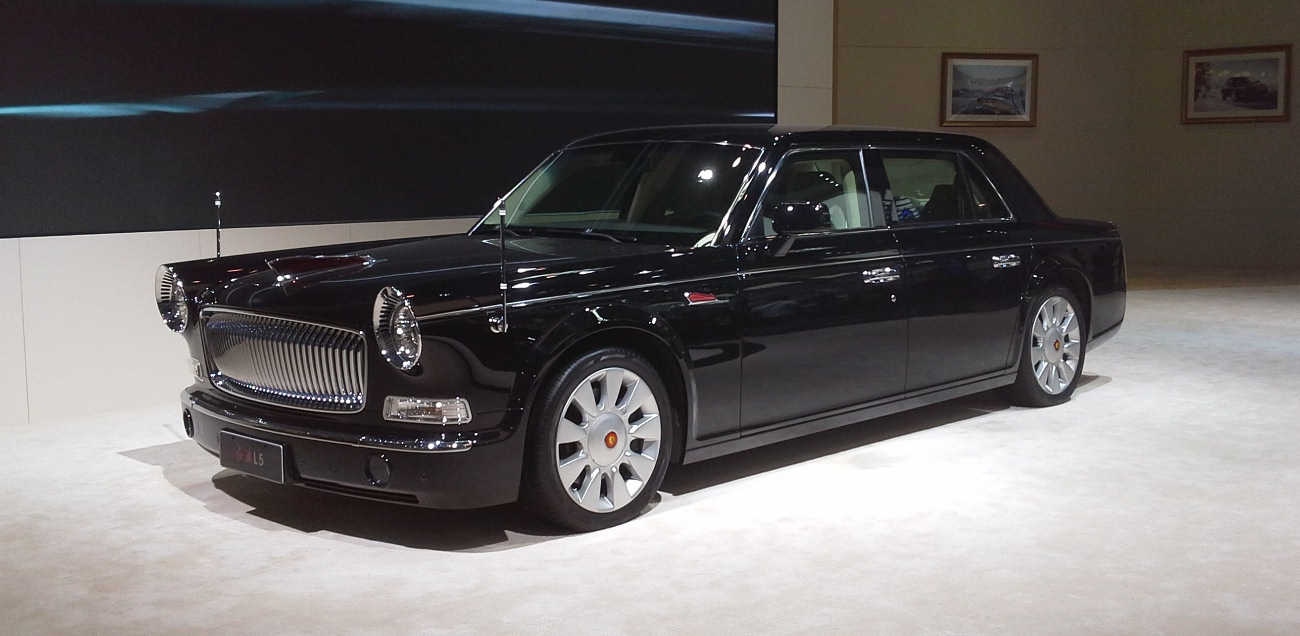
Hongqi L5, с 2014
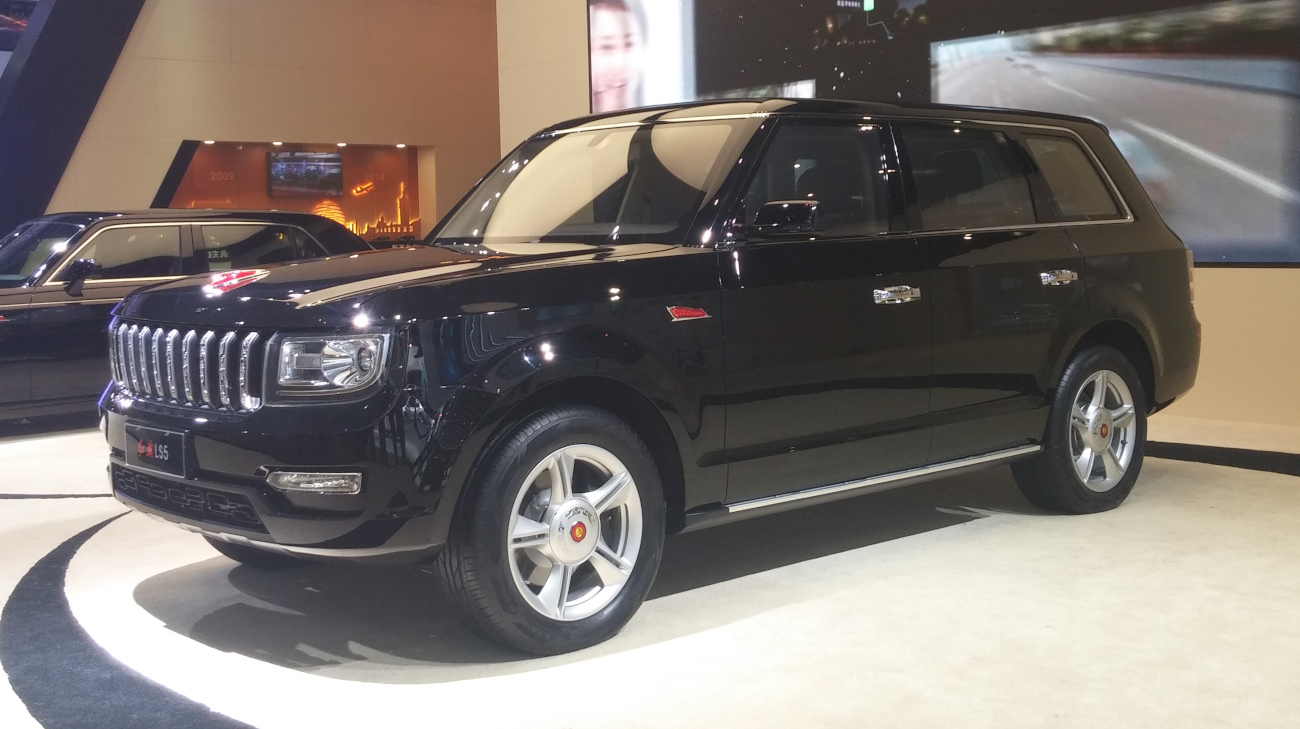
Hongqi LS5, 2015-2017

Ранее автомобили не поступали в свободную продажу, использовались чиновниками КПК и НОАК, хотя модель HQ3 могли приобретать чиновники через госзакупки.
В 2016 году начата трансформация марки в премиум-бренд для массового покупателя.
Ещё в мае 2013 года в свободную продажу поступила модель Hongqi H7, но это была дорогая для обычного покупателя машина и не стала массовой.
Но с выходом на рынок в 2017 году среднеразмерного седана Hongqi H5 и в 2019 году среднеразмерного кроссовера Hongqi HS7 и компактного кроссовера Hongqi HS5 — ставшего по-настоящему массовой моделью компании, на него приходится половина продаж, бренд пережил бурный рост.
За три года продажи возросли в более чем 20 раз: с 4702 единиц в 2017 году; более чем 33 000 в 2018 году, более 100 000 в 2019 году.

### 2020-е
В 2020 году запущен в производство полноразмерный седан Hongqi H9, который должен сменить модель Hongqi H7, однако, последняя осталась в производстве.
Компания объявила об ориентации на сегмент электромобилей: в 2020 году начато производство внедорожника Hongqi E-HS9, а в 2021 году седана Hongqi E-QM5.
Рост выпуска автомобилей продолжился: более 200 000 в 2020 году и более 300 000 в 2021 году.
В 2022 году был начат выпуск второго поколения седана Hongqi H5, минивэна Hongqi HQ9, а также внедорожника Hongqi LS7.
В 2023 году был начат выпуск спортивного лифтбека Hongqi H6 и кроссовера Hongqi HS3, а также второго поколения седана Hongqi L5. Одновременно были представлены автобус Hongqi QM7 и электрический седан Hongqi EH7.
В 2024 году был начат выпуск полноразмерного люксового седана Hongqi L1 и представленных годом ранее автобуса Hongqi QM7, электрического седана Hongqi EH7 и электрического кроссовера Hongqi EHS7.

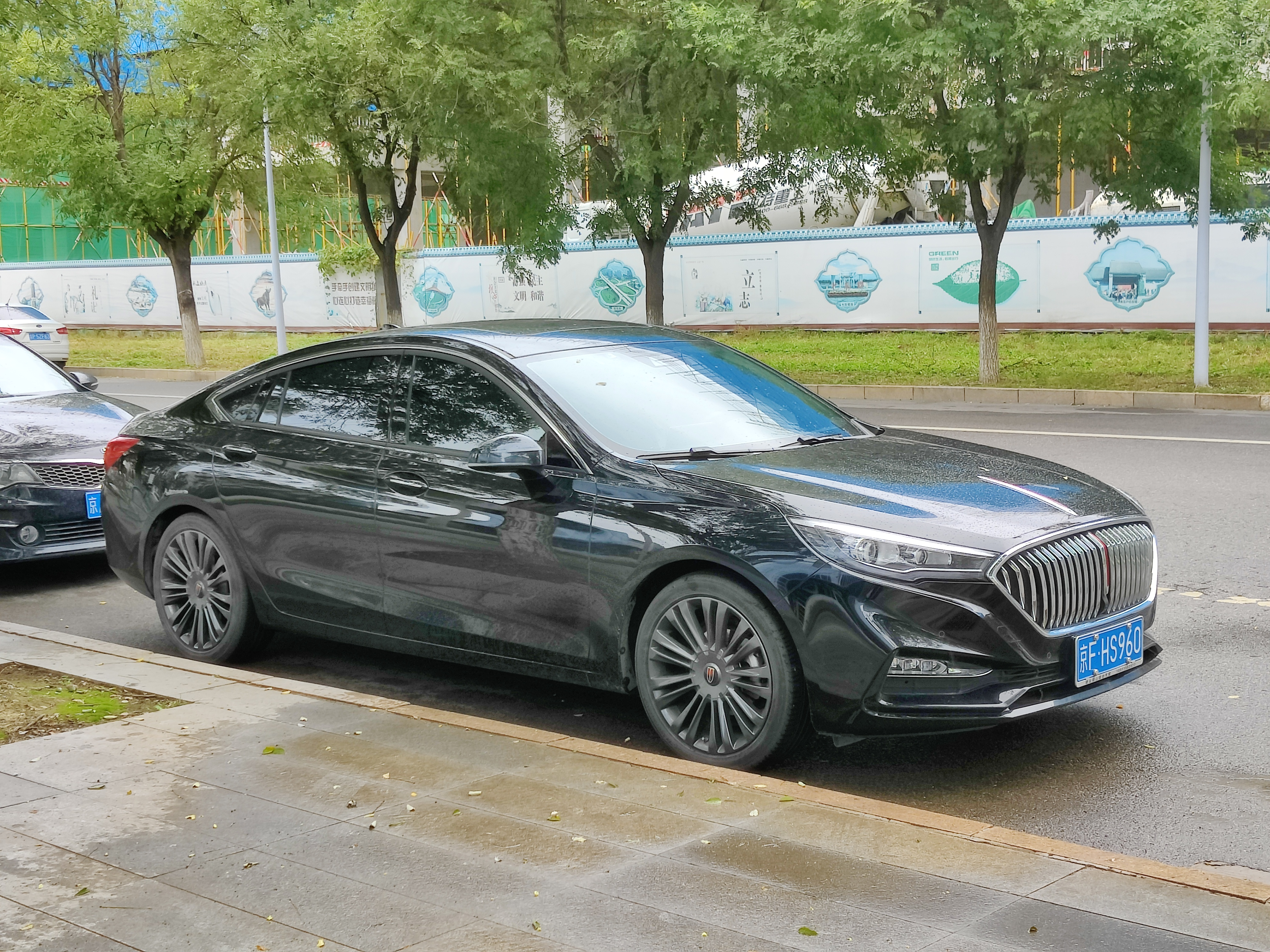
Hongqi H5, с 2017
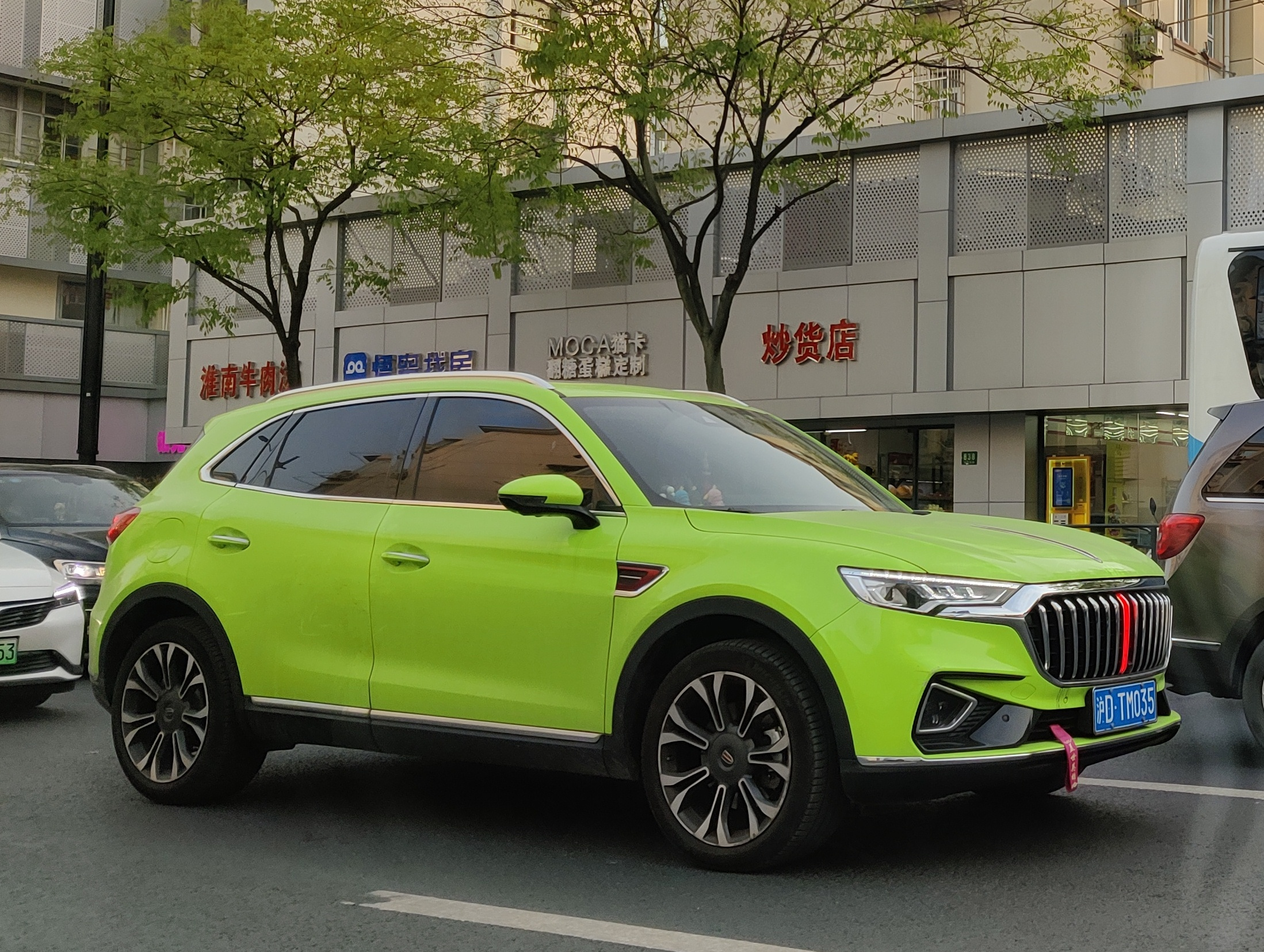
Hongqi HS5, с 2019
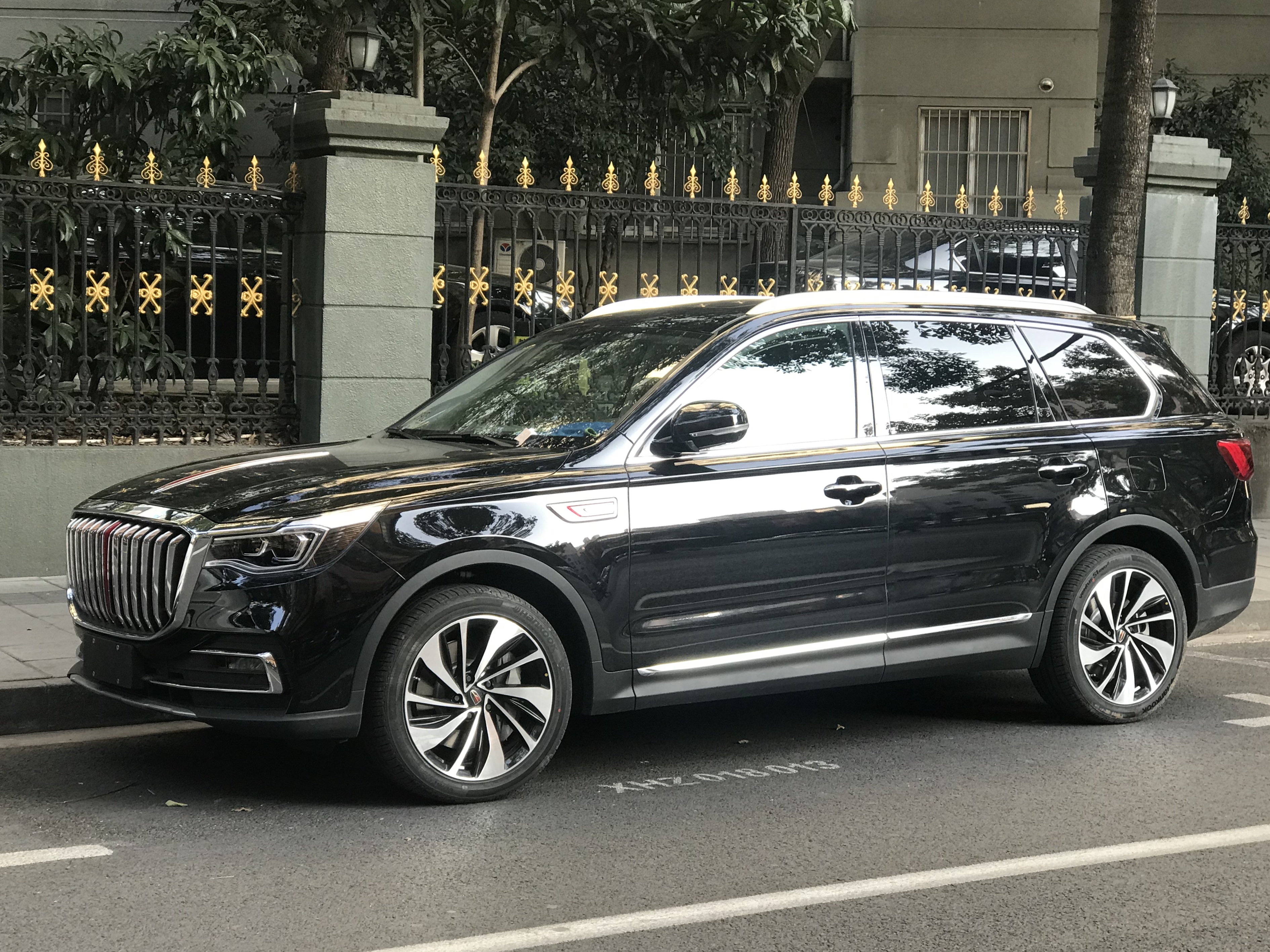
Hongqi HS7, с 2019
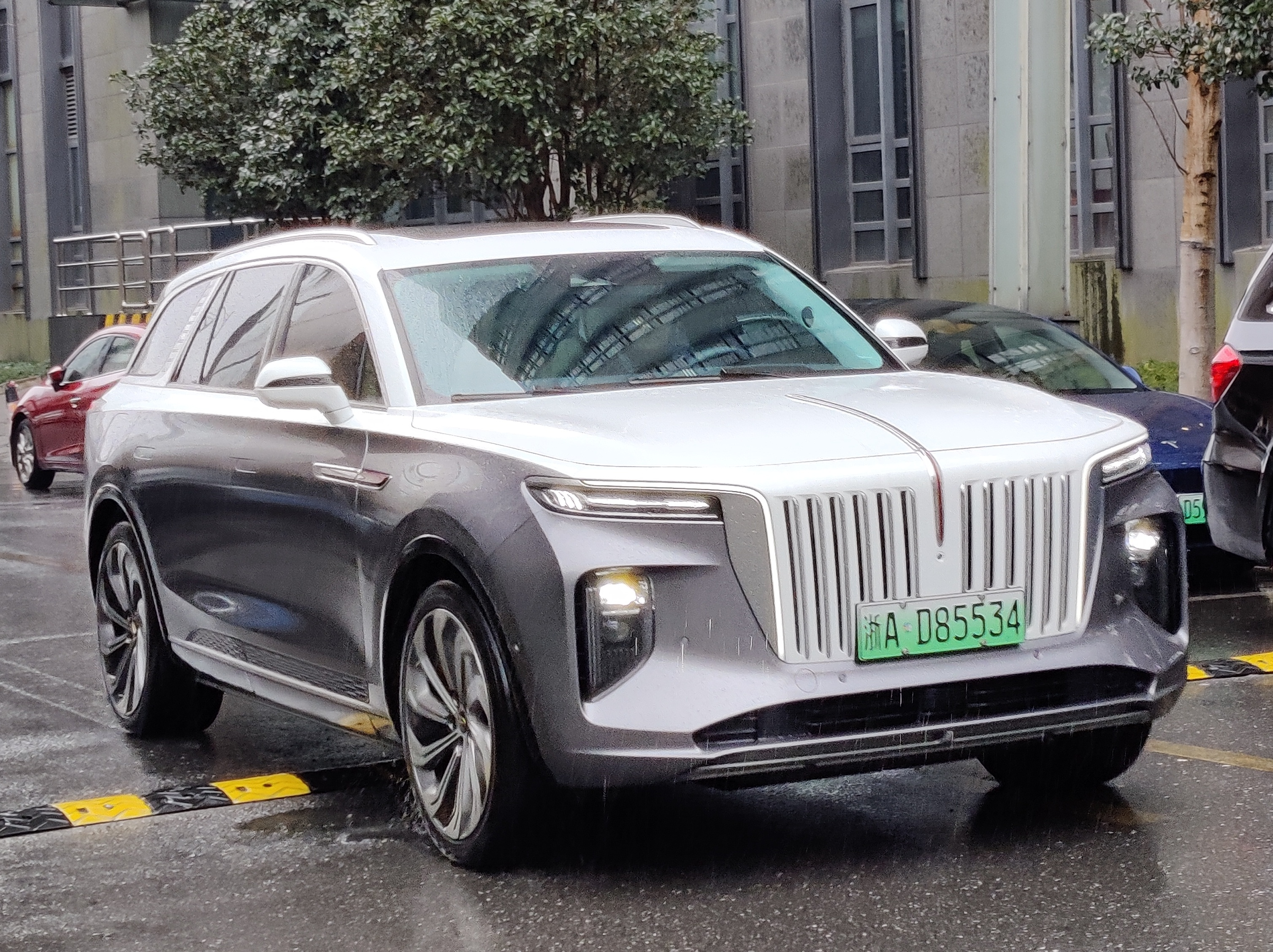
Hongqi E-HS9, с 2020
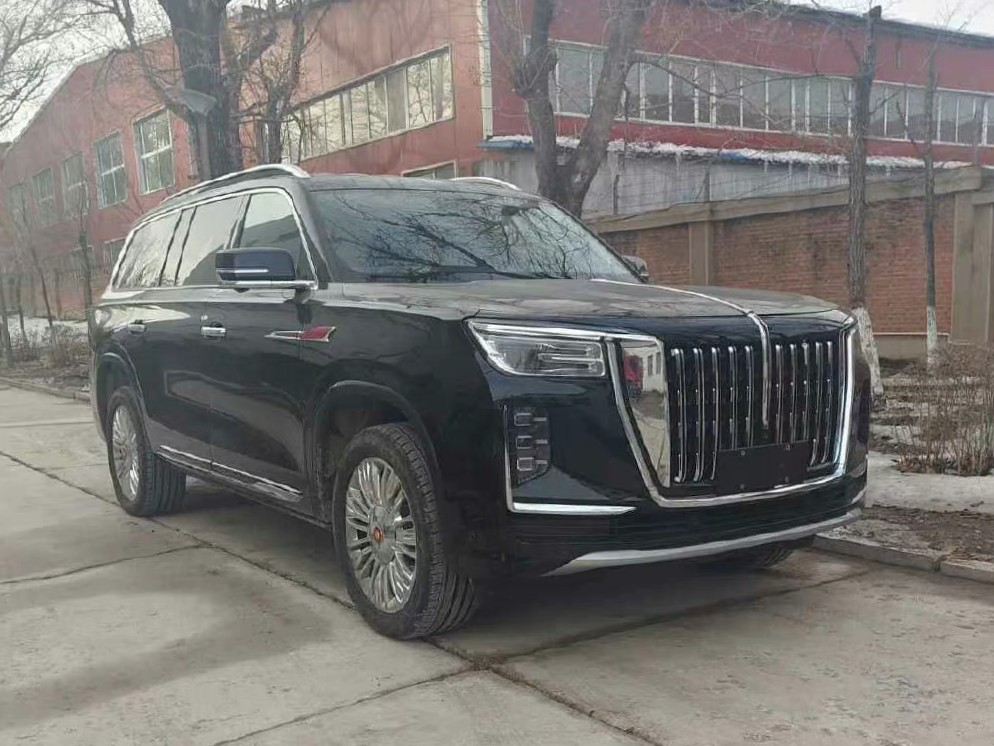
Hongqi LS7, с 2022
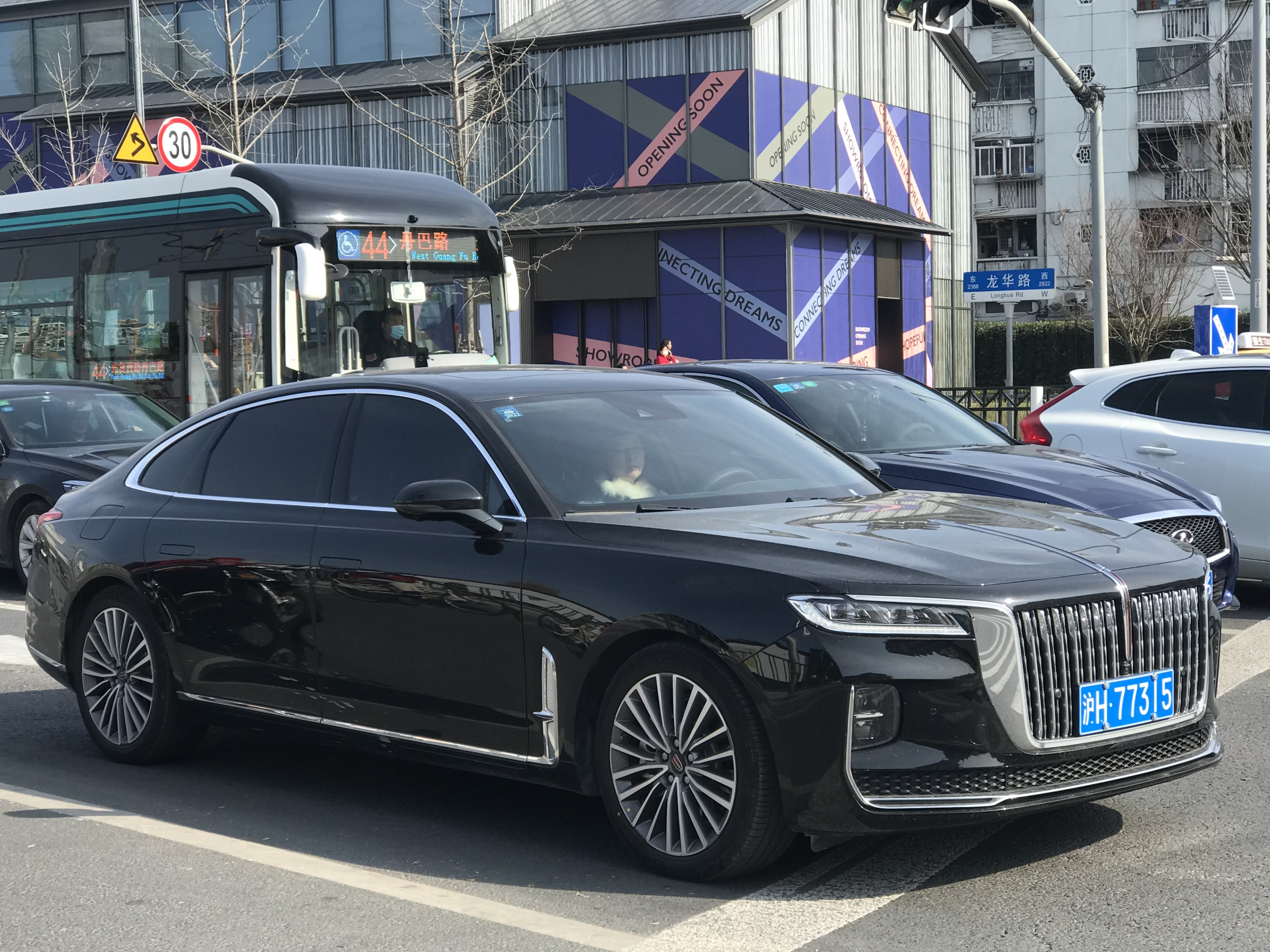
Hongqi H9, с 2020
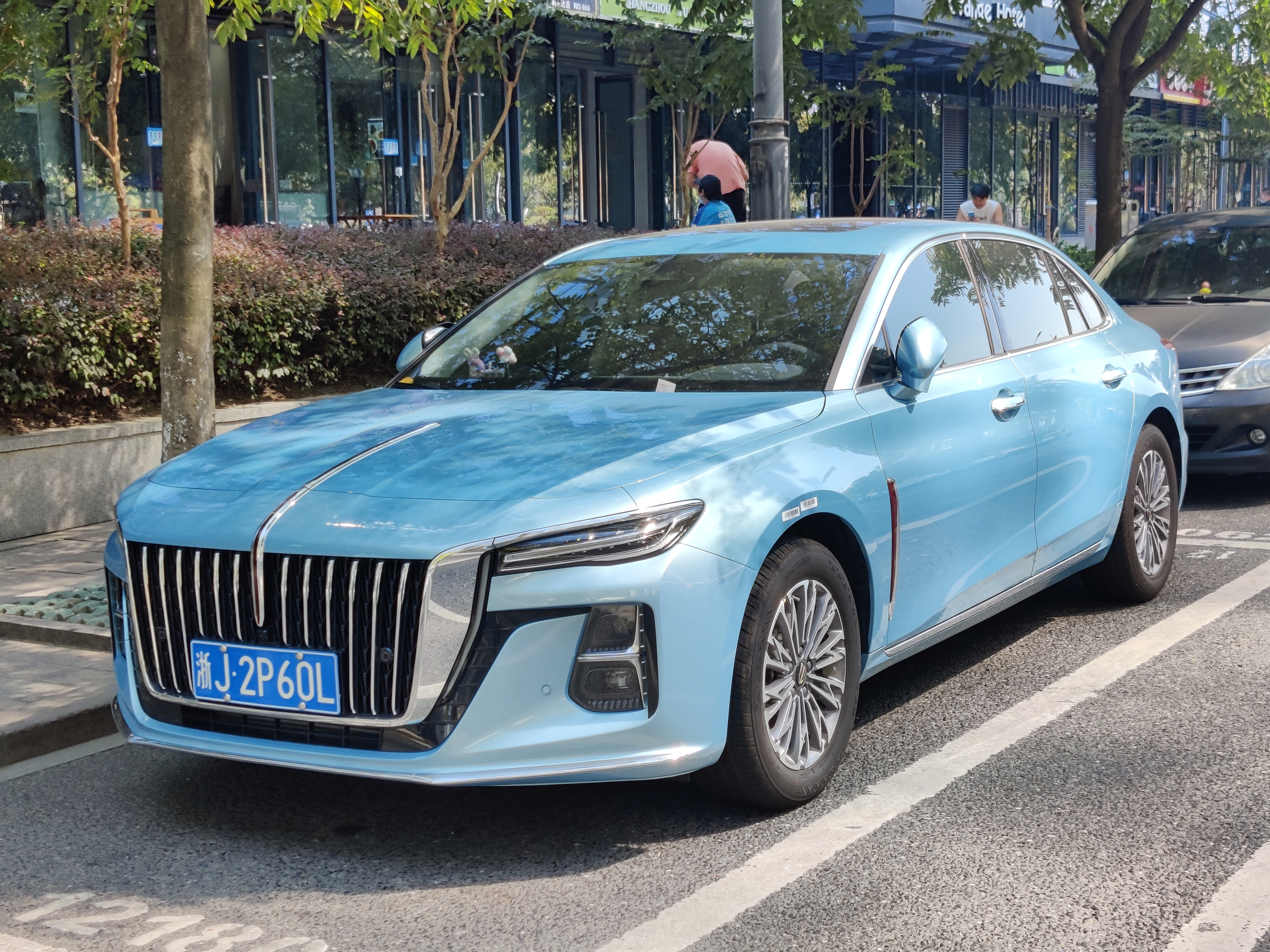
Hongqi H5, с 2022
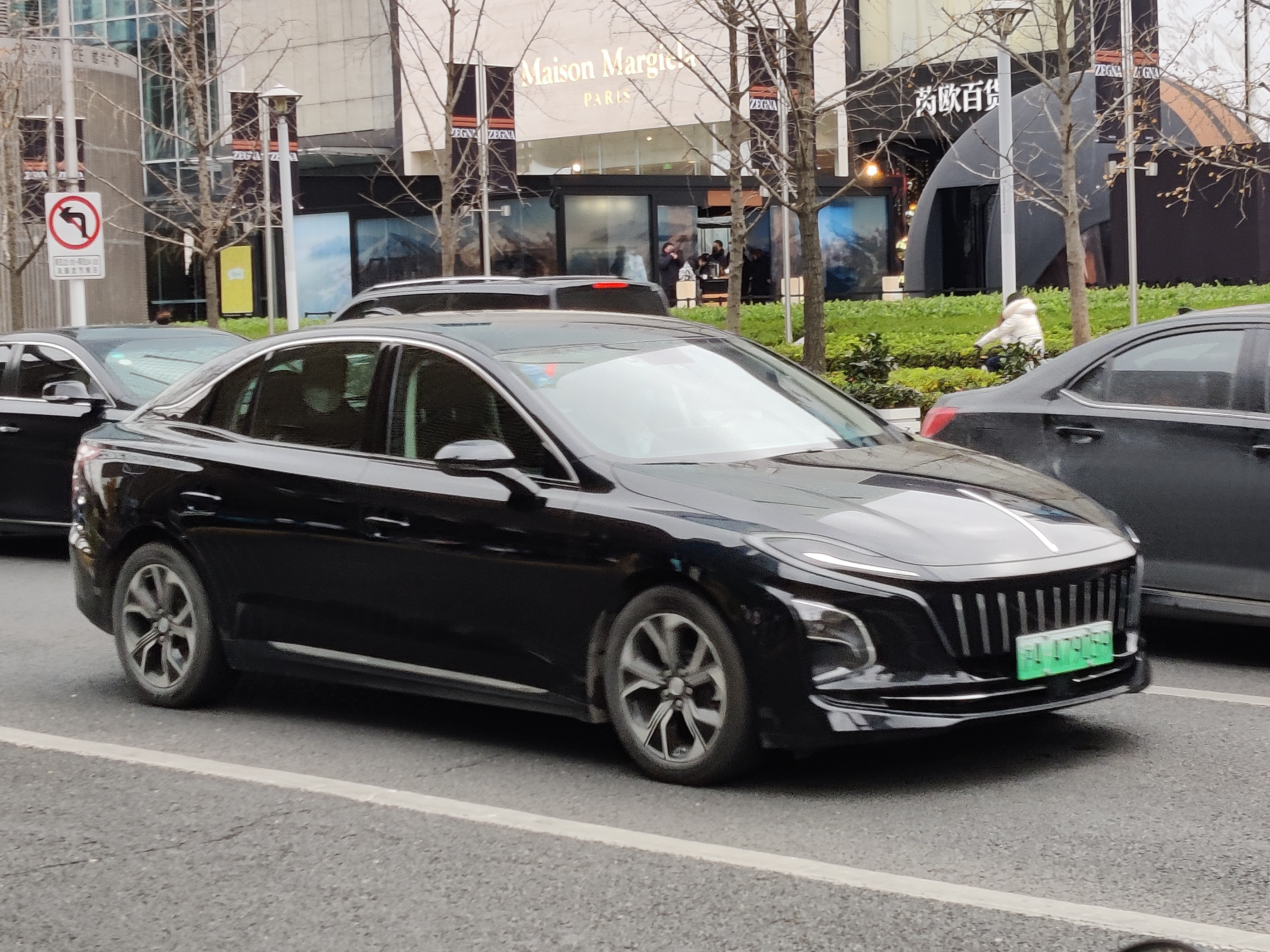
Hongqi E-QM5, с 2021
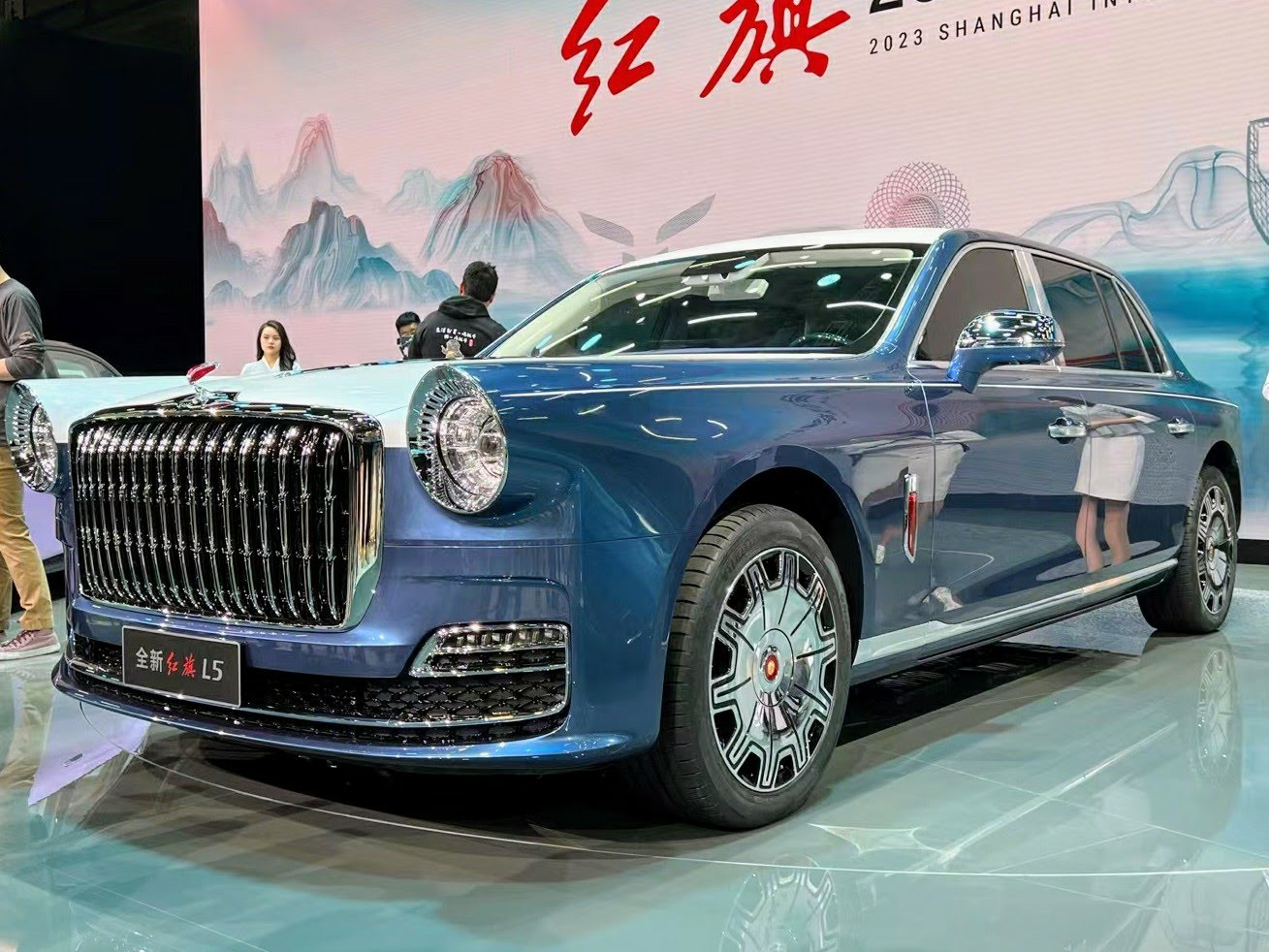
Hongqi L5, с 2023
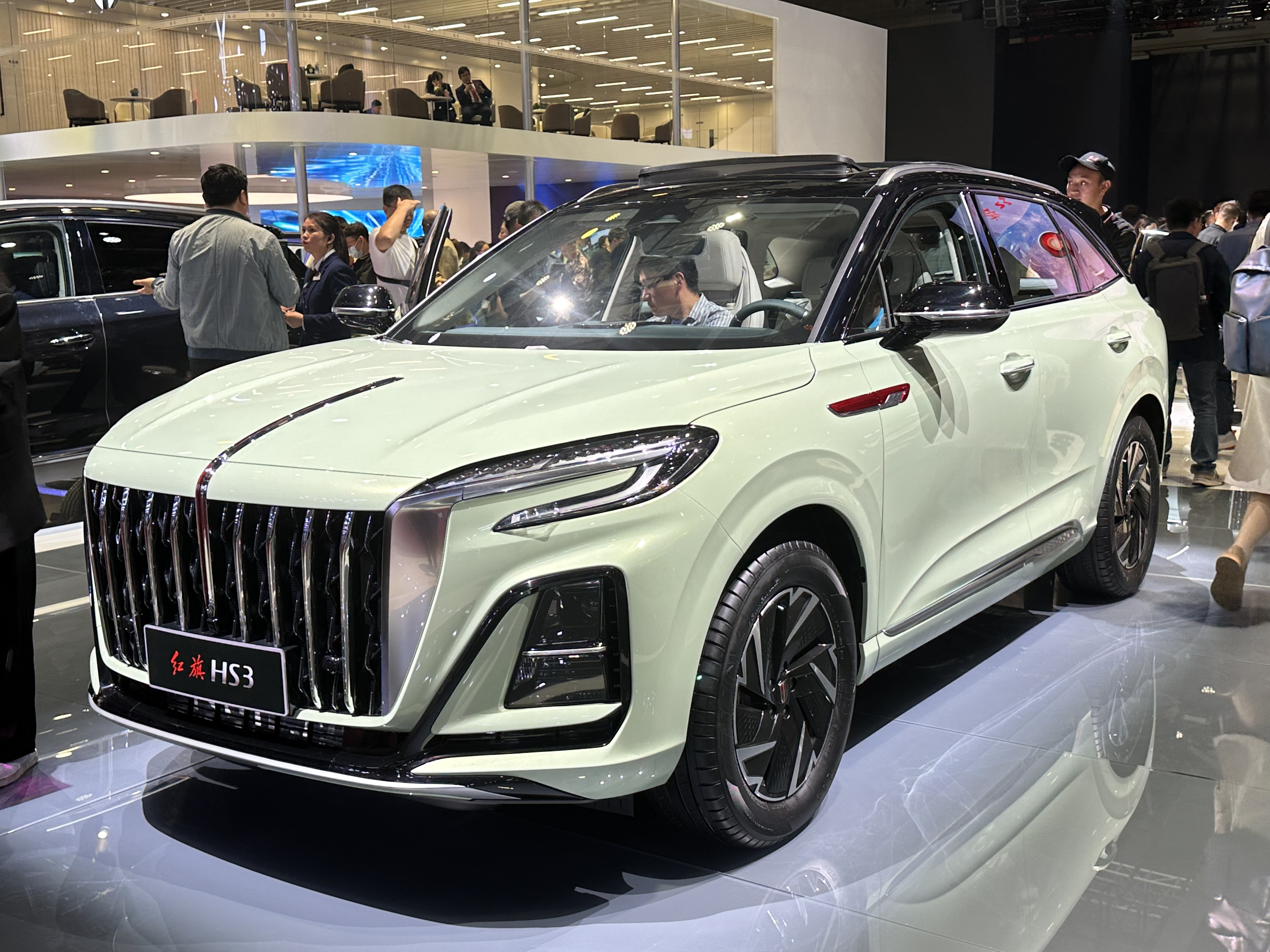
Hongqi HS3, с 2023
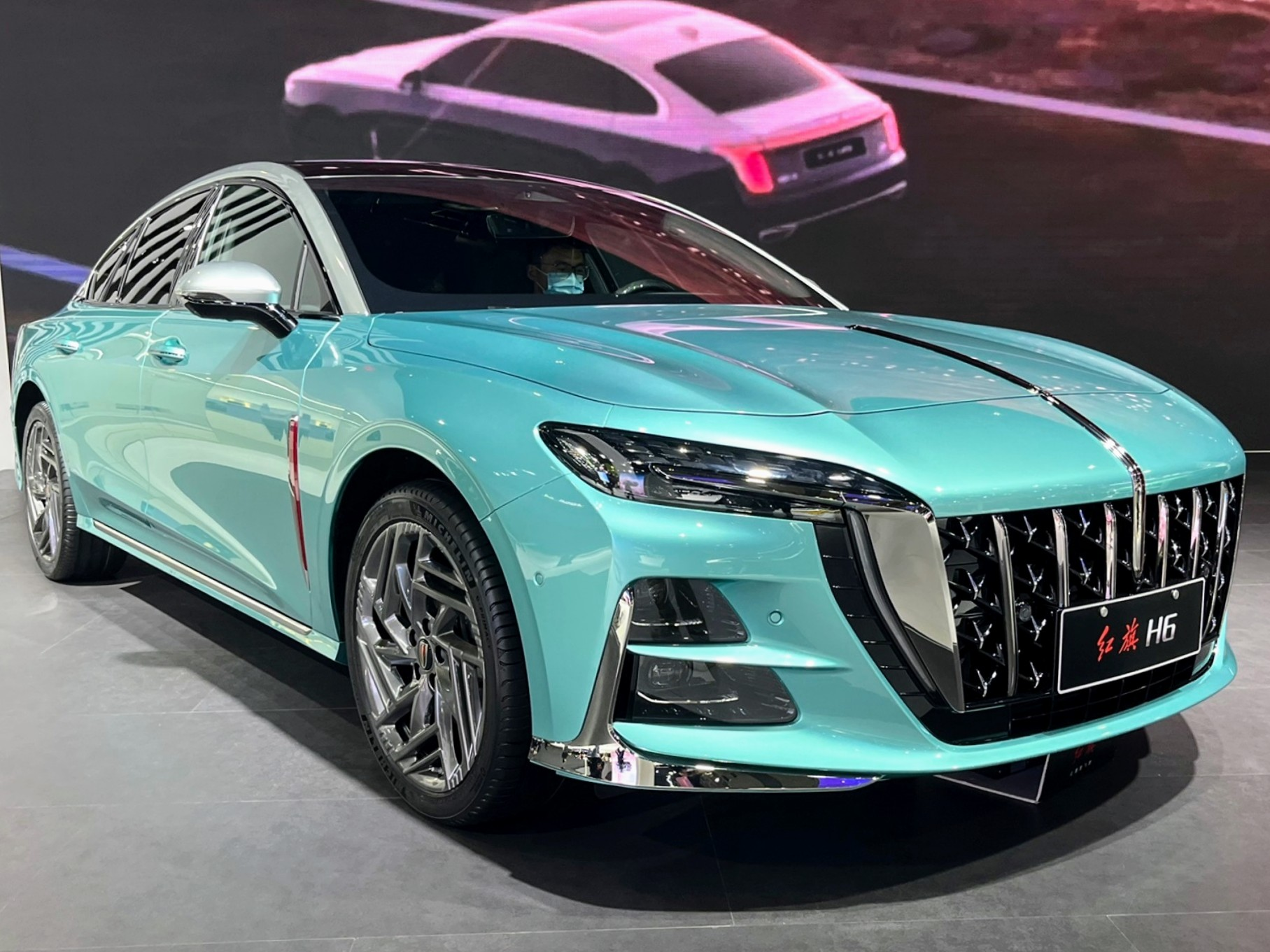
Hongqi H6, с 2023
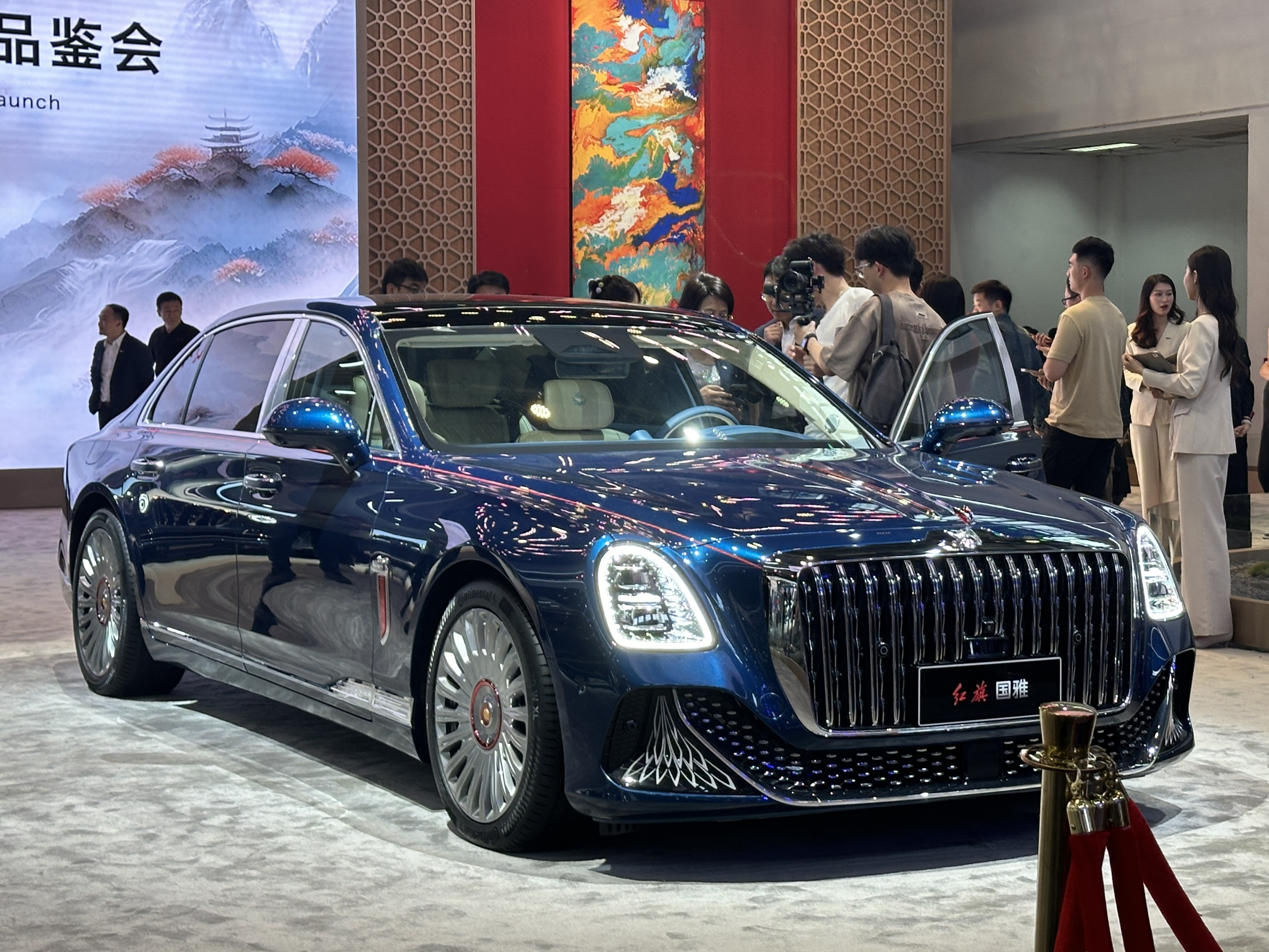
Hongqi L1, с 2024
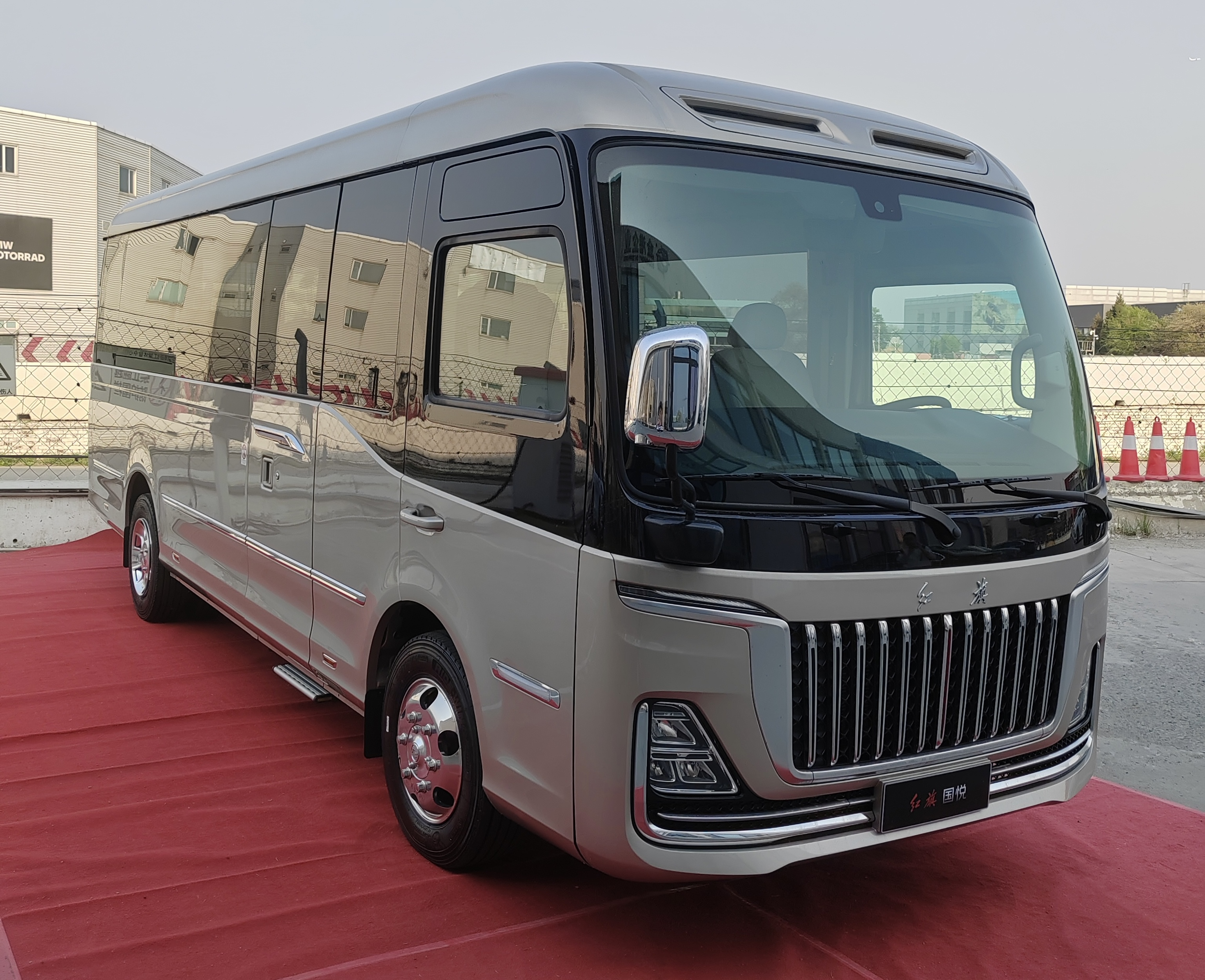
Hongqi QM7, с 2024
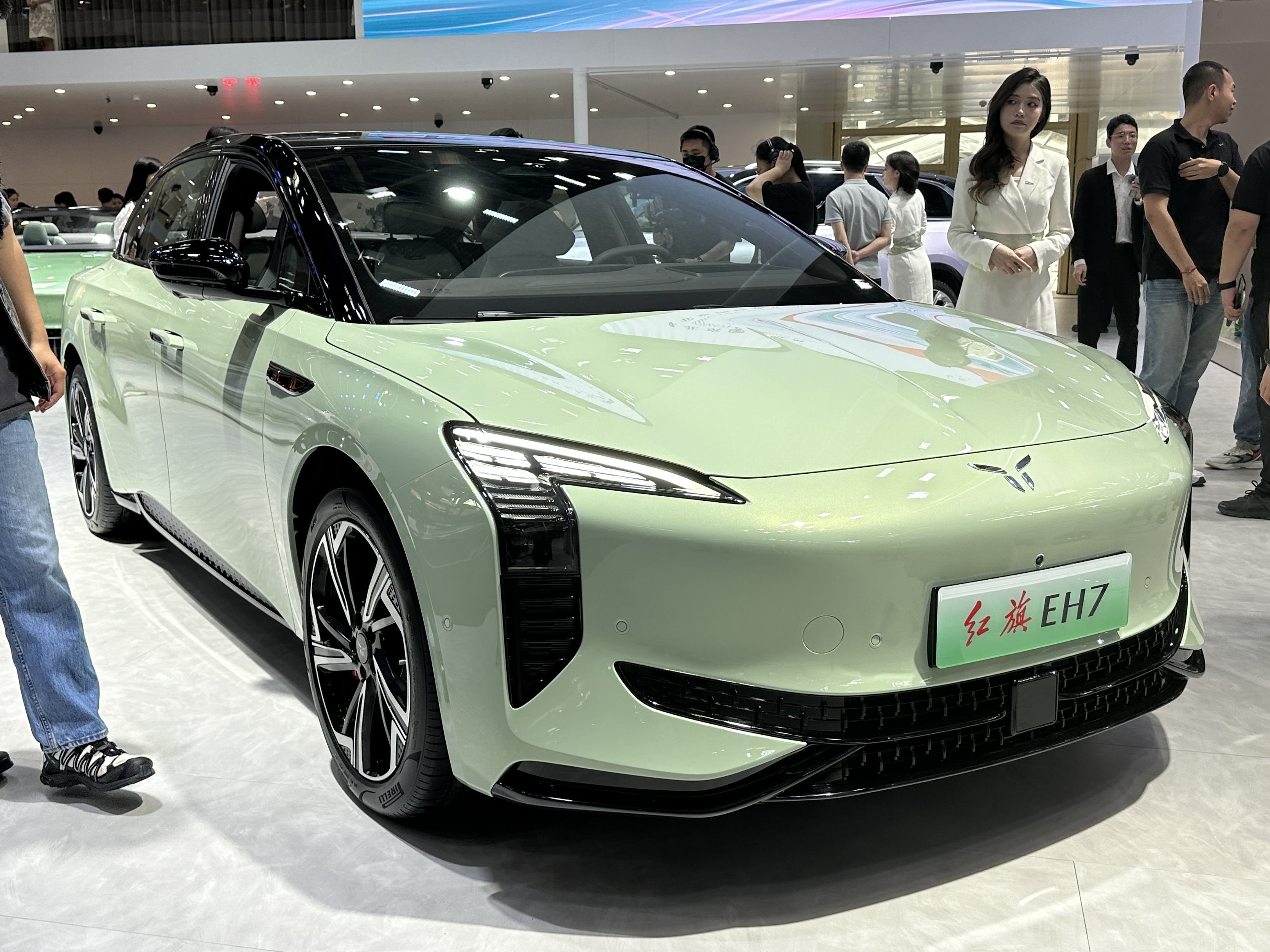
Hongqi EH7, с 2024
Hongqi EHS7, с 2024

## Марка в России
До 2023 года модели марки в Россию не поставлялись, хотя в 2012 году на Московском автосалоне вместе с моделями материнской компании FAW демонстрировалась модель Hongqi H7
Информация о том, что китайский премиум-бренд Hongqi готовится к выходу на российский рынок, появилась в начале лета 2022 года. Тогда же началась сертификация сразу четырёх моделей. Хотя официально модель в Россию всё ещё не поставлялась, но по состоянию на 2022 год на учёте числилось четыре автомобиля Hongqi E-HS9.
Официально объявлено, что в мае 2023 года в продажу поступят четыре модели: седаны H5 и H9, внедорожник HS5 и электрический внедорожник E-HS9.
Как показал опрос, проведенный журналом «За рулём», название бренда «Hongqi», при появлении его в России, вызвало затруднение: как правильно читать — «Хончи» или «Хунцы». При этом, как отмечал журнал, опрос показал, что название «Хончи» используют в два раза чаще, чем «Хунцы». Китайская компания на всякий случай запатентовала оба звучания, но официальное подразделение бренда в России называется «Хончи Рус».
За 2023 год с начала продаж в мае было передано по заказам дилеров более 3,3 тыс. автомобилей, безусловным лидером марки стал седан бизнес-класса Hongqi H5.
Летом 2024 года марка стала официальным автомобилем ПМЭФ-2024, предоставив для официального парка организаторов мероприятия более 200 автомобилей.